# Индоаријски језици
Индоаријски или индоаријевски језици, или индијски језици, су група индоевропских језика којима говори већина становника Индије, Пакистана, Бангладеша, Непала, Шри Ланке и Малдива. У ову групу спада и ромски језик, који се претежно говори у југоисточној Европи. Индоаријски језици се сврставају у индоиранске језике, заједно са иранским језицима и нуристанским језицима.

## Подела
Индоаријски језици се деле на следеће гране:
- Централна (укључујући језике домари, гуџарати, источни пенџапски, ромски, хинди, урду, итд.)
- Источноцентрална
- Источна (укључујући језике асамски, бенгалски, орија)
- Северна (укључујући непалски језик)
- Северозападна (укључујући језике кашмирски, шина, западни пенџапски, синди)
- Синхалешко-малдивска (укључујући језике синхала и малдивски)
- Јужна (укључујући језик марати)